# Читай-город
«Чита́й-го́род» — российская сеть книжных магазинов, основанная в 2008 году. Самая крупная книготорговая сеть в России.

## История
Основание сети произошло в 2008 году, вследствие объединения двух крупных книготорговых сетей — «Новый книжный» и «Буквоед». В 2009 году, проведя ребрендинг после покупки федеральной книжной сети «Библиосфера», компания открыла магазины под собственным брендом «Читай-город».
В 2015 году, за счет подорожания книг, доход компании вырос на 40 %, достигнув 12,5 млрд рублей.
В августе 2016 года был открыт 300-й розничный магазин сети, а всего за год было открыто более 80 магазинов, при этом выручка возросла на 29,1 % и составила около 16 млрд рублей.
В 2017 году рост сети составил около 30 %, открылись 76 новых магазинов.
В апреле 2020 года Олег Новиков (президент издательства «Эксмо-АСТ») стал владельцем 56 % акций сети «Читай-город — Буквоед».
На декабрь 2023 года на территории России сеть насчитывает 539 магазинов в 204 городах.

## Ассортимент

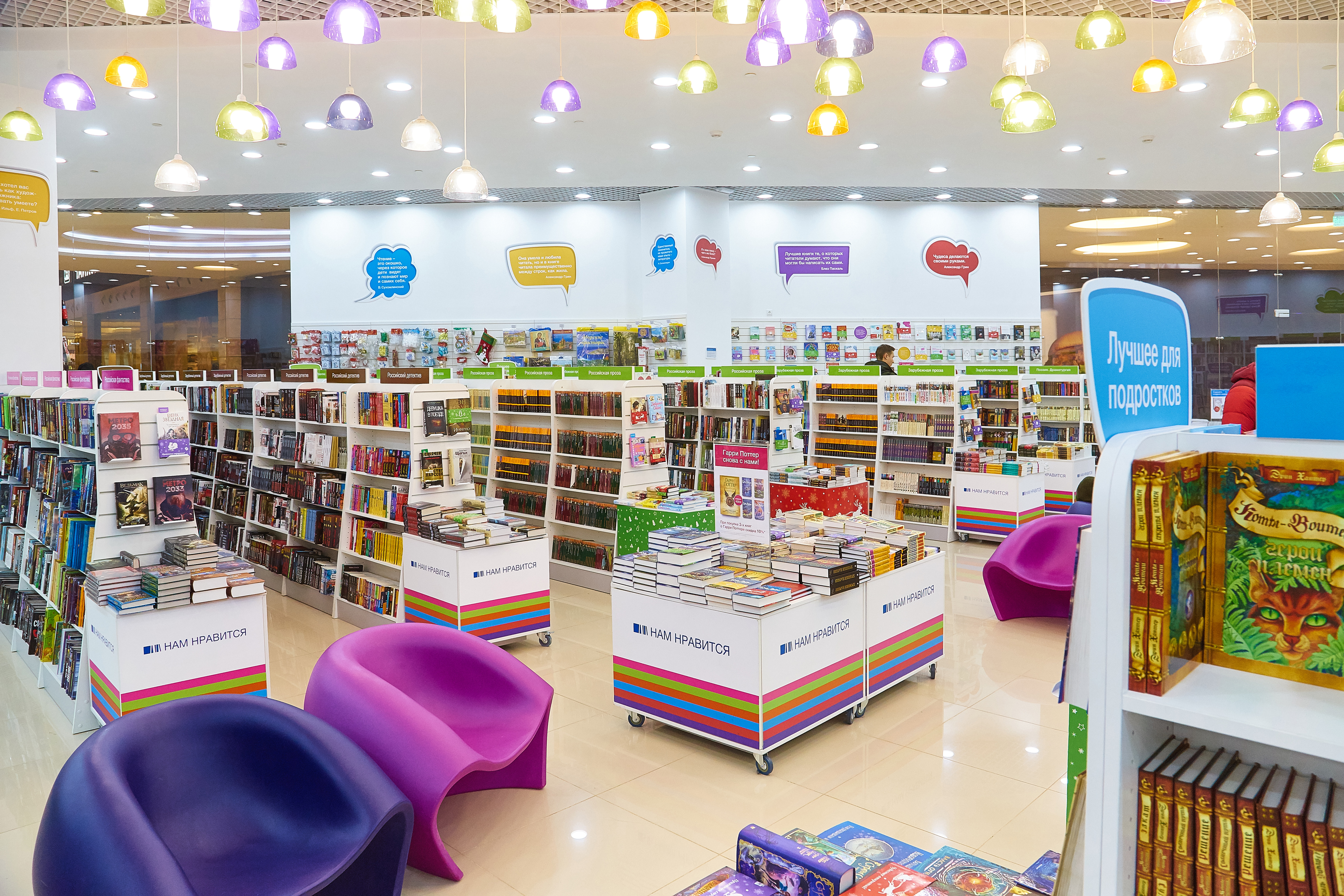
Торговый зал магазина

Торговая специфика магазинов подразумевает продажу книг, доля которых в ассортименте значительно превышает остальные товарные группы. К последним относятся: канцелярские товары, товары для детского и взрослого творчества, сувенирная продукция, открытки, товары для художников и другие категории[5][6].

## Культурно-образовательная деятельность
Кроме продажи товаров, в магазинах сети регулярно организуются досуговые мероприятия[7], общая цель которых — предоставить посетителям новые возможности для культурного времяпрепровождения и саморазвития. К подобным событиям относятся творческие мастер-классы, психологические тренинги, детские праздники и встречи с популярными авторами, в частности с Андреем Дементьевым, Диной Рубиной, Вадимом Пановым, Ником Перумовым, Захаром Прилепиным, Дмитрием Быковым, Ником Вуйчичем, Тиллем Линдеманном и многими другими.
Неоднократно магазины сети «Читай-город» становились участниками благотворительных акций, как в Москве, так и в других городах России: «Книги открывают сердца», «Эти книжки для детей, безвозмездно от друзей», «Подари книгу детям», «Книжный мост».

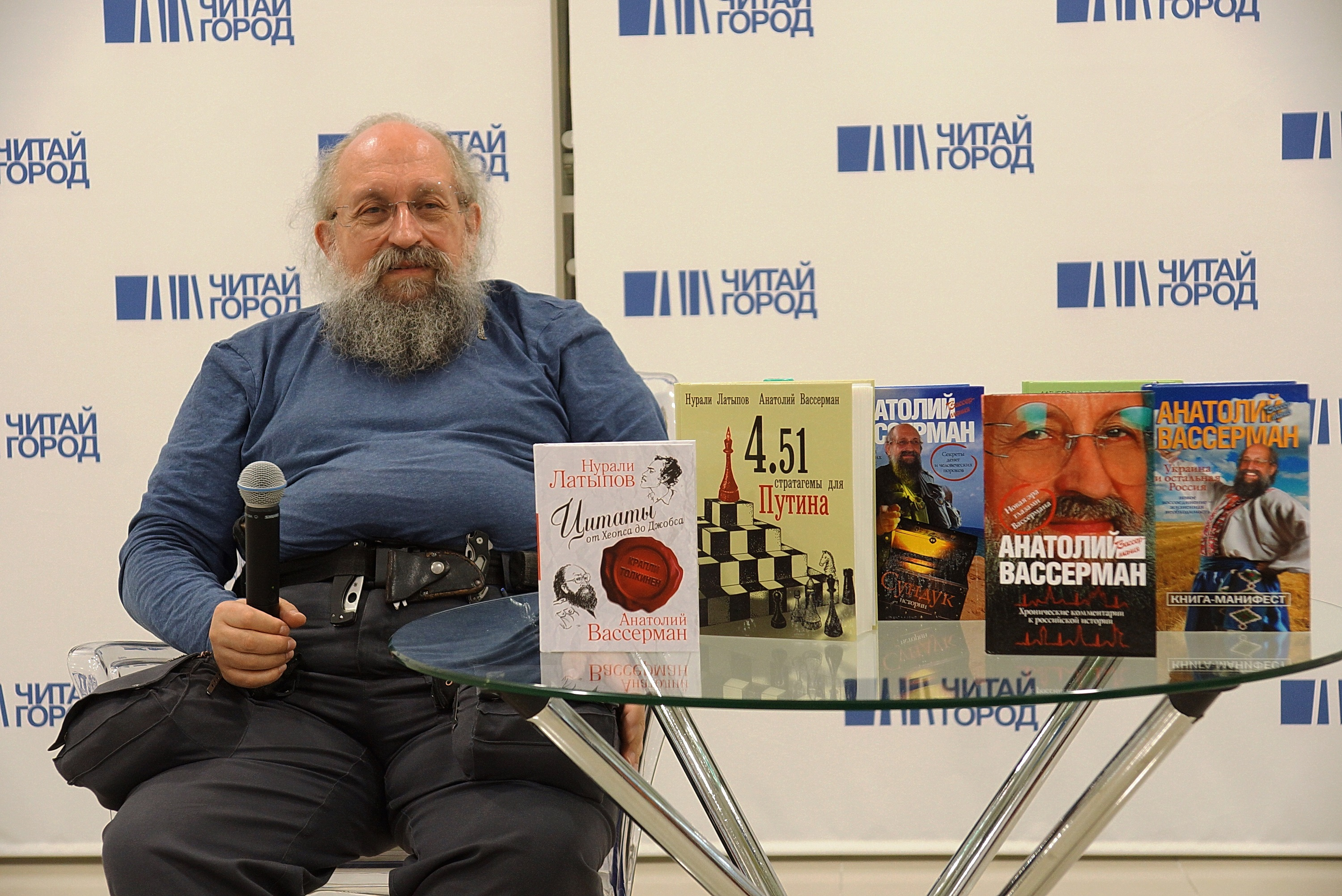
Встреча с Анатолием Вассерманом
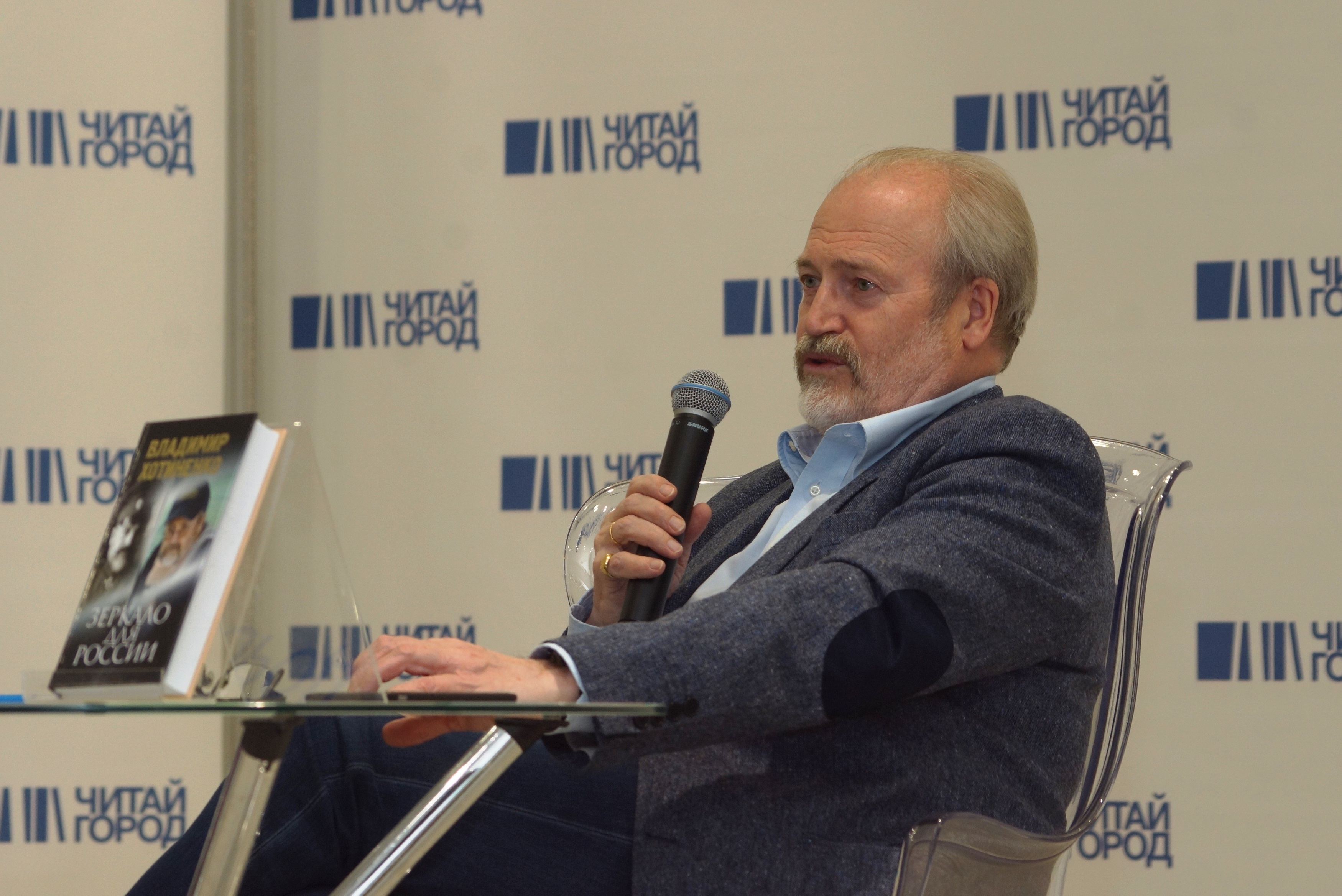
Встреча с Владимиром Хотиненко
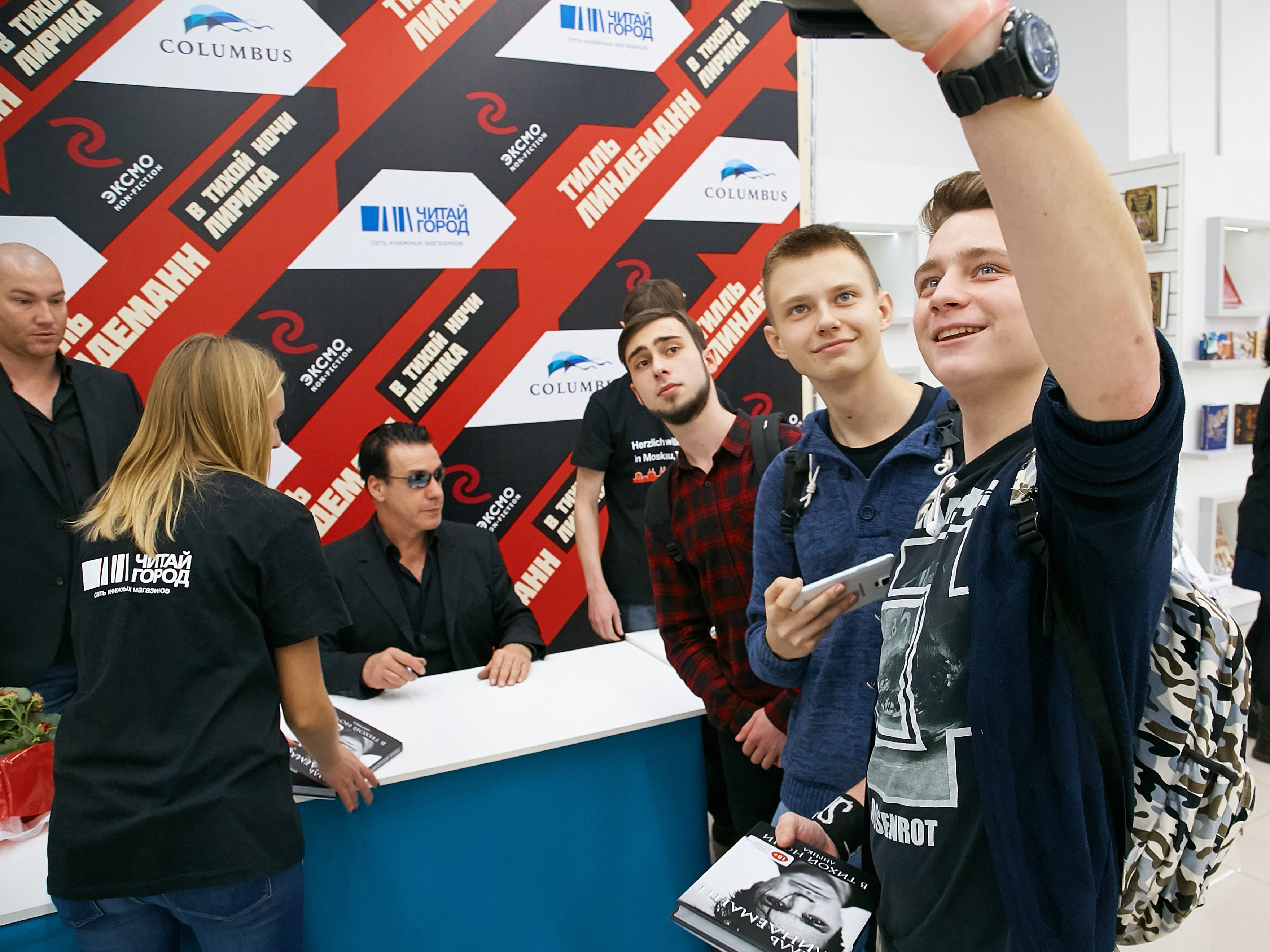
Встреча с Тиллем Линдеманном
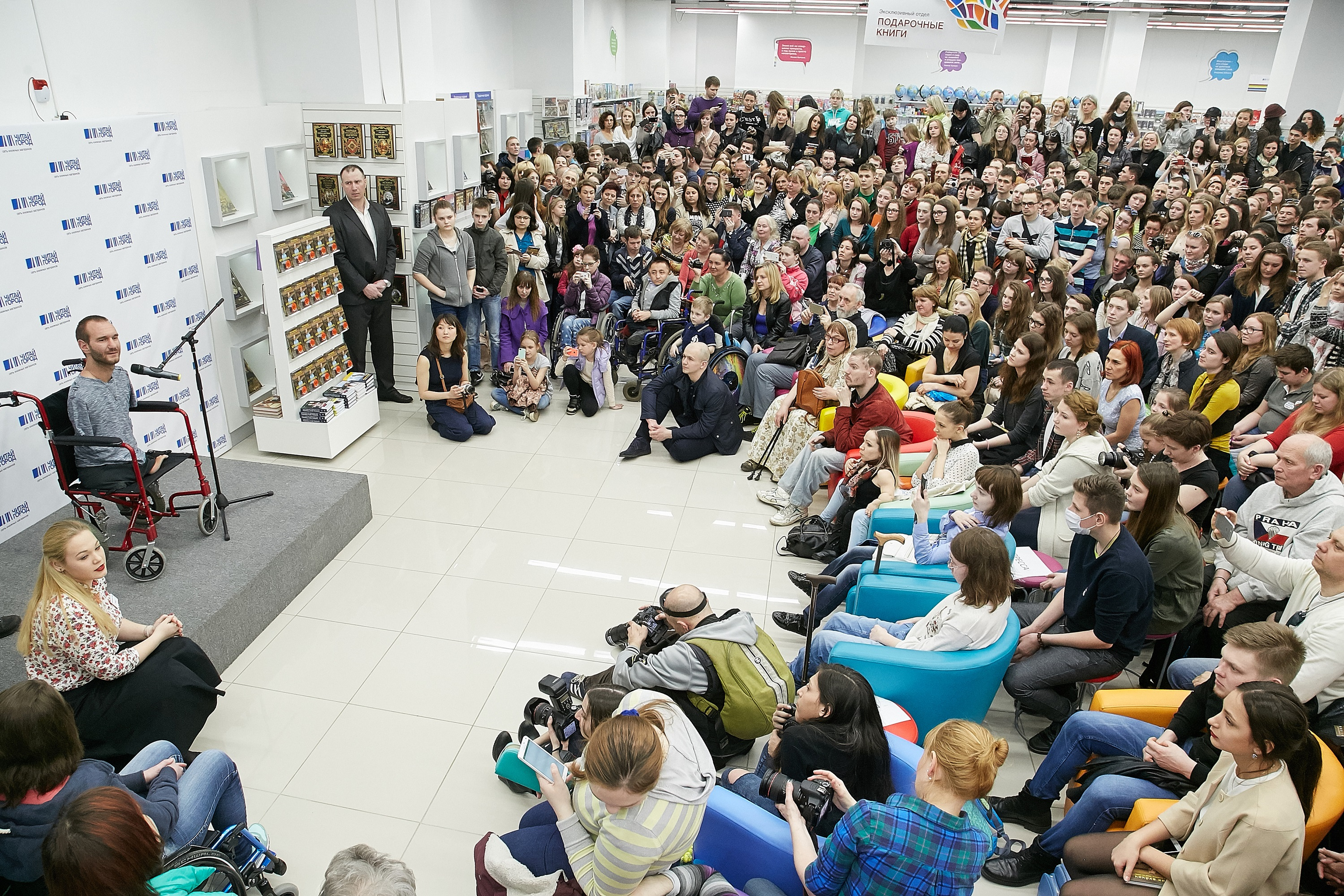
Встреча с Ником Вуйчичем

## Профессиональная деятельность
По версии Международной общественной премией Retailer of the Year сеть книжных магазинов «Читай-город» признана «Лучшим сетевым магазином России 2017—2018» и «Лучшим интернет-магазином России 2017—2018» в категории «Книги».
Также «Читай-город» входит в состав учредителей Национальной литературной премии «Большая книга».

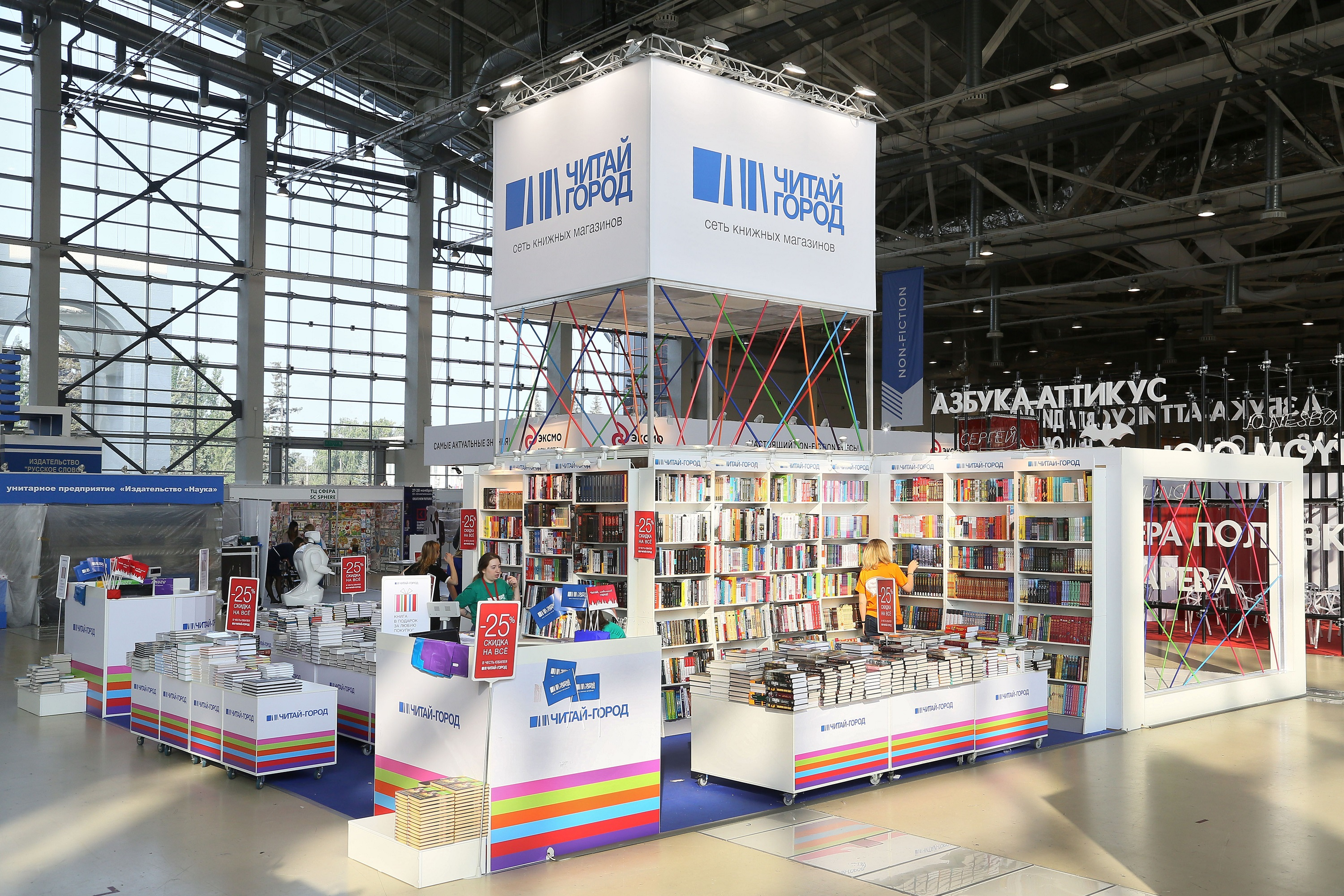
Стенд «Читай-города» на ММКВЯ
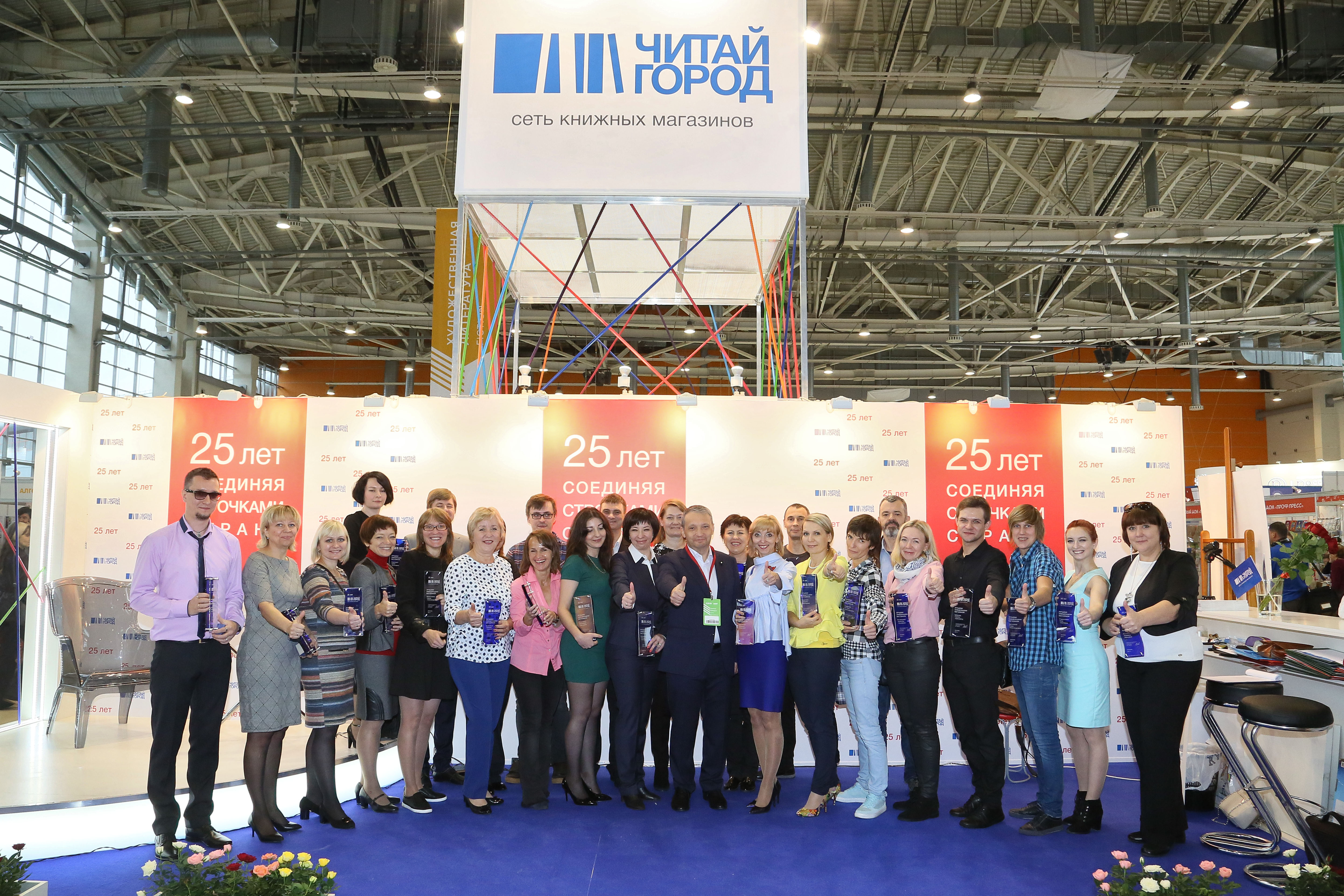
Награждение сотрудников сети на ММКВЯ
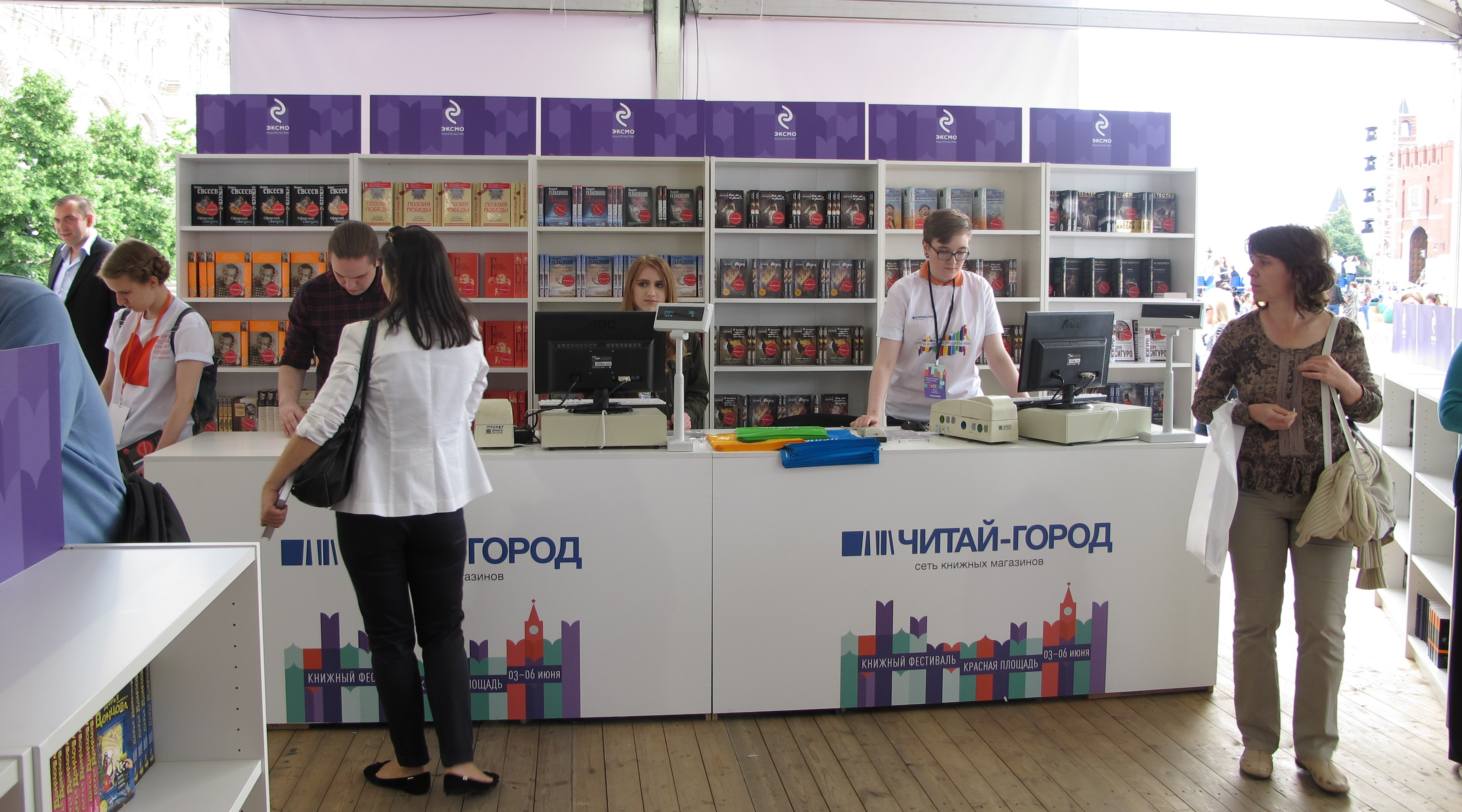
Участие на фестивале «Красная площадь»